# Barbara (film 2012)
Barbara – niemiecki dramat filmowy z 2012 roku w reżyserii Christiana Petzolda.
Premiera filmu miała miejsce 11 lutego 2012 roku w konkursie głównym podczas 62. MFF w Berlinie, gdzie Petzold otrzymał Srebrnego Niedźwiedzia dla najlepszego reżysera. Na ekrany polskich kin obraz wszedł 9 listopada 2012 roku.
Film był oficjalnym kandydatem Niemiec do Oscara za najlepszy film nieanglojęzyczny podczas 85. ceremonii wręczenia Oscarów, ale ostatecznie nie uzyskał nominacji.

## Fabuła
Niemcy, lata 80. XX w. Lekarka Barbara po złożeniu wniosku o wizę, zostaje przez władze uznana za zagrożenie i zesłana do szpitala na prowincji. Kobieta zostaje przydzielona do pracy na oddziale dziecięcym kierowanym przez André Reisera. Wraz z czasem pomiędzy bohaterami zaczyna rodzić się uczucie, a Barbara będzie zmuszona zweryfikować swoje plany o wyjeździe.

## Obsada
- Nina Hoss jako Barbara
- Ronald Zehrfeld jako Dr André Reiser
- Mark Waschke jako Jörg
- Rainer Bock jako Klaus Schütz, oficer Stasi
- Christina Hecke jako Karin
- Claudia Geisler jako Schlösser, pielęgniarka
- Deniz Petzold jako Angelo
- Rosa Enskat jako Bungert
- Jasna Fritzi Bauer jako Stella

i inni

## Produkcja
Zdjęcia kręcono na terenie landów:
- Brandenburgia (dzielnica Kirchmöser w mieście Brandenburg an der Havel);
- Meklemburgia-Pomorze Przednie (Ahrenshoop);
- Saksonia-Anhalt (dworzec w Schneidlingen k. Hecklingen)[6][7][8].

## Nagrody i nominacje
62. Międzynarodowy Festiwal Filmowy w Berlinie
- nagroda: Srebrny Niedźwiedź dla najlepszego reżysera – Christian Petzold
- nagroda: Nagroda Jury Wydawców „Berliner Morgenpost” – Christian Petzold
- nominacja: Złoty Niedźwiedź – Christian Petzold

63. ceremonia wręczenia Niemieckich Nagród Filmowych
- nagroda: najlepszy film pełnometrażowy – Florian Koerner von Gustorf i Michael Weber
- nominacja: najlepszy reżyser – Christian Petzold
- nominacja: najlepszy scenariusz – Christian Petzold
- nominacja: najlepszy aktor w roli pierwszoplanowej – Ronald Zehrfeld
- nominacja: najlepsze zdjęcia – Hans Fromm
- nominacja: najlepsze kostiumy – Anette Guther
- nominacja: najlepszy montaż – Bettina Böhler
- nominacja: najlepszy dźwięk – Andreas Mücke-Niesytka, Martin Steyer i Dominik Schleier

25. ceremonia wręczenia Europejskich Nagród Filmowych
- nominacja: Najlepszy Europejski Film – Christian Petzold
- nominacja: Najlepsza Europejska Aktorka – Nina Hoss
- nominacja: Nagroda Publiczności (People’s Choice Award) – Christian Petzold